# تام جادسون
تام جادسون (انگلیسی: Tom Judson؛ زاده ۱۴ نوامبر ۱۹۶۰) یک بازیگر پورنوگرافی است.